# Улкенсулутор
Улкенсулуто́р (каз. Үлкенсұлуторы) — село у складі Кордайського району Жамбильської області Казахстану. Адміністративний центр та єдиний населений пункт Улкенсулуторського сільського округу.
До 1993 року село називалось Красногорка.
Населення — 1226 осіб (2021; 1429 у 2009, 1777 у 1999, 2604 у 1989).